# Ribautodelphax imitans
Ribautodelphax imitans är en insektsart som först beskrevs av Ribaut 1953.  Ribautodelphax imitans ingår i släktet Ribautodelphax och familjen sporrstritar. Inga underarter finns listade i Catalogue of Life.